# Léopold Biha
Léopold Biha (Geburtsname: Prinz Léopold Bihumugani; * 1919 in Muramvya, Ruanda-Urundi; † vor dem 2. März 2003) war ein burundischer Politiker der Union für den nationalen Fortschritt UPRONA (Union pour le Progrès national), der unter anderem von 1965 bis 1966 Premierminister des Königreichs Burundi war.

## Leben
Der als Prinz Léopold Bihumugani geborene Léopold Biha gehörte zum Volk der Tutsi und war ein Cousin von König (Mwami) Mwambutsa IV. Bangiriceng. Er besuchte die Groupe Scolaire in Astrida und war zwischen 1940 und 1943 Sekretär des Häuptlingstums Muramvya. Im Anschluss wurde er 1943 selbst Häuptling von Muramvya und bekleidete diese Funktion bis 1958. In dieser Zeit schaffte er das traditionelle System der Unterwürfigkeit in seinem Häuptlingstum ab und richtete ein System sozialer Zentren ein, um Frauen in Hauswirtschaft zu unterrichten. Während der Ortsabwesenheit von König Mwambutsa IV. fungierte er zeitweilig als Regent des Königreichs. 1960 gehörte er zu den Mitgründern der Union für nationalen Fortschritt UPRONA (Union pour le Progrès national), eine nationalistische politische Partei, welche den größten Teil ihrer Unterstützung von Mitgliedern des Tutsi-Volkes erhält. 1958 wurde er Mitglied des Obersten Rates (Conseil supérieur du Burundi) sowie zugleich Finanzkommissar des Königreichs Burundi. Im November und Dezember 1960 nahm er als Delegierter an der UNESCO-Konferenz in Paris teil.
Nach der Autonomie im Januar 1961 wurde Biha in der provisorischen Regierung von Premierminister Joseph Cimpaye zum Finanzminister berufen. Nachdem er aus der UPRONA ausgetreten war, gründete er im August 1961 mit Volk Burundis BP (Burundi populaire) seine eigene Partei und erlitt mit dieser bei den Parlamentswahlen im September 1961 eine Niederlage, woraufhin er in eine politische Krise geriet. Im Januar 1962 wurde er von Premierminister André Muhirwa unter Hausarrest gestellt, in dem er sich bis Januar 1963 befand. Kurz vor dem Rücktritt von Premierminister Pierre Ngendandumwe wurde er im April 1964 zum Privatsekretär von König Mwambutsa IV. Bangiriceng und bekleidete damit eine Position, die im Rang mit dem Großmarschall des Königlichen Hofes und dem Kabinettschef des Königs vergleichbar war. In dieser Funktion begleitete er im Mai 1964 den König bei dessen Staatsbesuch in die USA.
Nachdem Premierminister Joseph Bamina abgesetzt wurde, übernahm Léopold Biha am 30. September 1965 schließlich selbst das Amt als Premierminister des Königreichs Burundi. Sein Amtsantritt gilt als Beginn der Völkermorde in Burundi. Bei den Wahlen am 10. Mai 1965 erlangten zwar die Hutu mit 70 Prozent die Parlamentsmehrheit, jedoch erklärte König Mwambutsa IV. am 14. September 1965 die Errichtung einer Absoluten Monarchie und ernannte mit Biha einen Vertreter der Bevölkerungsminderheit der Tutsi zum Premierminister. Am 11. Oktober 1965 folgte dann ein Putsch der Tutsi, der die Errichtung einer Republik als Ziel hatte. In der Nacht zum 19. Oktober 1965 hatten ein halbes Hundert Burundi-Gendarmen die Villa des Premiers und den Palast des Herrschers in der Landeshauptstadt Bujumbura überfallen. Drei Schüsse streckten den Regierungschef nieder, der mit lebensgefährlichen Verletzungen in ein Krankenhaus gebracht wurde. Der König griff zum Maschinengewehr und trieb die Putschisten mit Hilfe der Palastwache in die Flucht. Die Armee, bestehend aus Tutsi, tötete in diesem Zusammenhang über 5000 Hutu, darunter den ehemaligen Premierminister Bamina und den früheren UPRONA-Präsidenten Paul Mirerekano. Der König war diskreditiert und setzte sich nach Europa ab. Das Land trieb Richtung Bürgerkrieg. Am 24. März 1966 wurde der Sohn von Mwami Mwambutse, Charles Ndizeye, als Ntare V. neuer König. Der Oberbefehlshaber der Armee und Verteidigungsminister, Michel Micombero, und Ntare V. kämpften um die faktische Macht im Land. Vorerst obsiegte der neue Mwami. Micombero wurde am 11. Juli 1966 an Stelle von Biha neuer Premierminister.
Zwei Monate später wurde Biha verhaftet und zog sich nach seiner Freilassung jahrzehntelang aus dem politischen Leben zurück. 2001 gehörte er neben Guillaume Ruzoviyo und Mathias Hitimana zu den Mitgründern der Parlamentarischen Monarchistischen Partei PMP (Parti monarchiste parlementaire).